# Solarisbank
Solarisbank est une banque allemande fondée en 2016 et basée à Berlin.

## Histoire
En 2018, la société lève 57 millions d’euros.
Le créateur de fintech berlinois Finleap en est l'investisseur principal, tenant une participation de 28 % en 2020. Parmi les autres investisseurs se trouvent Banco Bilbao Vizcaya Argentaria et Visa.
En juillet 2021, Solarisbank lève 190 millions d’euros, annonce l'achat de son concurrent britannique Contis et ouvre une succursale en France, en Espagne et en Italie,.
En janvier 2022, en raison de lacunes organisationnelles identifiées lors d'un audit de surveillance bancaire en 2020, l'Autorité fédérale de supervision financière allemande, la Bafin, nomme le cabinet PwC pour accompagner les structures internes dans son développement,. Roland Folz, son directeur, salut publiquement cette action, affirmant que l'entreprise n'a aucun secret,.
Dans le cadre de cet audit, Solarisbank travaille sur une plus grande conformité et à des mesures plus strictes en matière de prévention du blanchiment d'argent et de la criminalité.